# Rodrigue Kokouendo
Rodrigue Kokouendo, né le 8 mars 1974 à Bangui (République centrafricaine),, est un homme politique français membre de La République en marche et député de Seine-et-Marne de 2017 à 2022.

## Parcours étudiant et professionnel
Né à Bangui (Centrafrique) en 1974 d’un père diplomate et d’une mère sage-femme, il a quelques mois lorsque sa famille s’installe en France et il passe son enfance entre ses deux pays.
Il obtient un Master 2 en comptabilité et finances et poursuit des études à l’Institut technique de banque à Paris, dont il est diplômé.
Parallèlement à ses études, il commence sa carrière comme conseiller dans une association d’économie familiale. Il occupera par la suite des fonctions de cadre bancaire à Natixis, au Crédit Agricole Asset Management, à CACEIS (Groupe Crédit Agricole), avant de rejoindre BNP Paribas en 2007, société dans laquelle il travaille jusqu'à son élection comme député.

## Parcours politique
Rodrigue Kokouendo est élu au conseil municipal de Villeparisis (Seine-et-Marne), sa ville d’adoption, de 2008 à 2014. Secrétaire fédéral chargé des institutions puis de la rénovation et membre du Conseil national du Parti socialiste, il est candidat sur la liste socialiste menée par Jean-Paul Huchon lors des élections régionales de 2010 puis suppléant de la candidate socialiste Sophie Cerqueira lors des élections législatives de 2012.
En 2016, à la suite de divergences de vues, il quitte le Parti socialiste  et rejoint le mouvement En Marche d'Emmanuel Macron. Nommé responsable de la mobilisation en Seine-et-Marne, il est ensuite désigné candidat de La République en Marche aux élections législatives de 2017 et en juin, il est élu au second tour député de la septième circonscription de Seine-et-Marne avec 61.48 % des voix, battant la candidate FN, Béatrice Troussard, le député sortant Les Républicains Yves Albarello avait été éliminé dès le premier tour,.
Il se présente aux élections départementales de 2021 sur le canton de Lagny. Avec un score de 8,34%, il ne se qualifie pas pour le second tour.
Candidat à sa propre succession, durant les Élections législatives françaises de 2022, arrivé 3e, il est éliminé dès le premier tour avec 24,02 % des suffrages,

## Vie privée
Rodrigue Kokouendo est marié et père de deux filles,.